# Samartín del Rei Aurelio
Samartín del Rei Aurelio (San Martín del Rey Aurelio en castellà) és un conceyu de la comunitat autònoma del principat d'Astúries. Limita al nord amb Siero, a l'est amb Llaviana i Bimenes, a l'oest amb Llangréu i al sud amb Mieres i Llaviana. Al setembre de 2007 es va aprovar la unió administrativa de les tres principals localitats (L'Entregu, Sotrondio i Blimea) en una mateixa ciutat, anomenada Samartín del Rei Aurelio. Va ser cort de la monarquia asturiana i alberga actualment el sepulcre del Rei Aureli. Es va segregar de Llangréu el 1837.

## Història
Samartín del Rei Aurelio, es constituïx en conceyu el 1837, tot i que al territori que forma el terme municipal hi ha vestigis d'haver estat habitat des de temps molt antics.

### Prehistòria i època romana
Les primeres troballes que ens mostren la presència de vida en el conceyu es troben en el cordal que separa la vall del Nalón del de L'Agüeria de Carrocera. És un dolmen erigit en el III mil·lenni abans de Crist en la Campa L'Españal, entre La Casilla i La Campeta. En aquesta mateixa zona, concretament en Els Cuetos, existeixen uns gravats rupestres esquemàtics, diversos túmuls funeraris, així com una pedra gravada i tres esteles discoïdals. Aquestes restes, juntament amb el destral de pedra tallada procedent de La Oscura (L'Entregu) i que es conserva en el Museu Arqueològic Nacional, ens confirmen la presència de tribus en el conceyu ja en la prehistòria.
De final de l'edat del bronze o començaments de l'edat del ferro, va ser trobada en les proximitats de Sotrondio una destral del tipus de taló amb dos rosteixes. Les restes de castros descoberts en el conceyu i en zones limítrofes, així com l'existència d'una calçada romana que, provinent del port de Tarna, travessava el conceyu, ens indiquen la presència humana durant les etapes visigodes i romanes.

### Edat mitjana i moderna

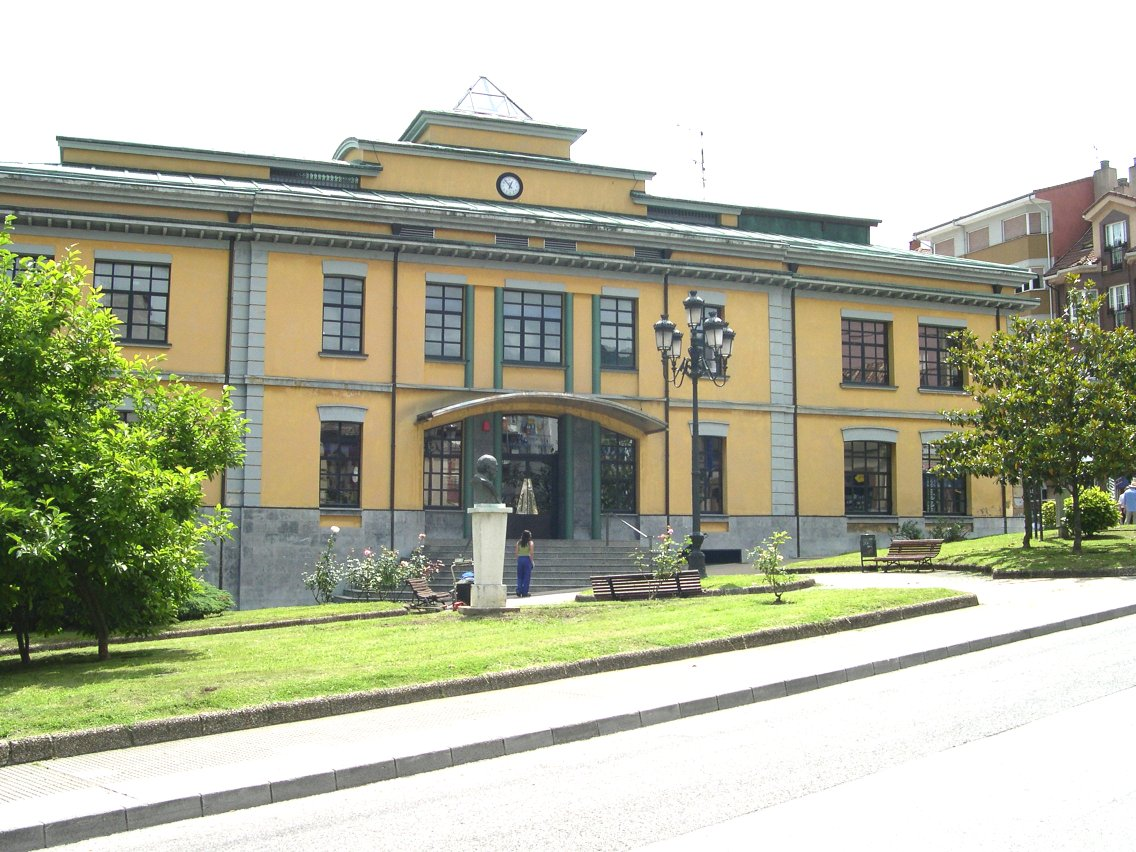
Ajuntament de Samartín del Rei Aurelio a Sotrondio

Cal esperar a l'alta edat mitjana, concretament en l'època del Regne Asturià, per a trobar nou testimoniatges, en aquest cas escrits, de l'assentament de persones en S.M.R.A., en els quals el Rei Aureli, cinquè monarca del recent Regne Astur, va traslladar la cort entre els anys 768 i 774 a l'actual lloc de San Martín. Durant aquesta etapa existeixen en el conceyu nobles denominats infantons lligats a aquest territori i que en aquells temps formava part de Llangréu.
En l'any 1075 el rei Alfons VI va donar a l'església de San Salvador d'Oviedo la seva jurisdicció de Llangréu, entre la qual s'inclou l'actual terme de San Martín. Els infantons es van oposar a aquesta donació i van pledejar amb el rei, però va perdre la noblesa i el conceyu va passar a dependre de la mitra d'Oviedo. Tot i això, va continuar gaudint dels terrenys i, més tard, va emparentar amb altres llinatges, com Bernaldo de Quirós, Jove o Miranda. Hi ha diverses cases i escuts que corroboren aquests fets.

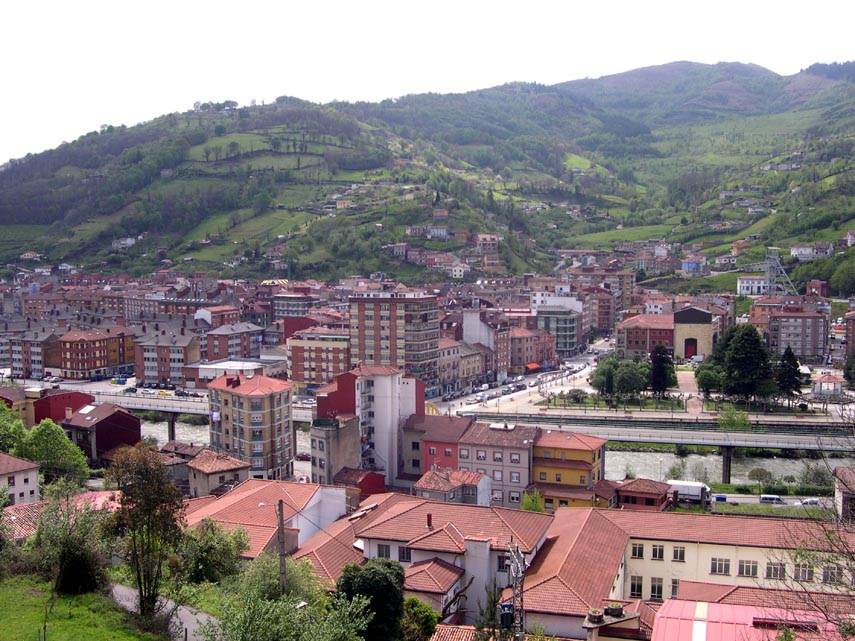
L'Entregu

En el document que recull la "confederació en jura", feta al monestir de la Vega (Oviedo) el 1367 per diversos conceyos asturians per defensar la causa de Pere I contra el seu germà bastard Enric de Trastàmara, apareix la signatura d'un descendent dels infantons, Pedro Peláez de Sanfrechoso. El 1388, gràcies a un conveni efectuat entre el bisbe d'Oviedo amb la gent de l'Alfoz de Llangréu, se'ls atorga un permís per fundar un vilar regit pel fur de Benavente. Hi surt amb el nom de "San Martín del Rey Orellán". Tot i això, la gent de la vall continuar sent del bisbat, fins que l'any 1581 compren la redempció al rei Felip II i passen a ser un conceyu de realengo, amb dret a enviar representants a la Junta General del Principat d'Astúries, on hi ocupen el seient 42. L'any 1650 arriben a San Martín diversos segundons de la família Lamuño, que venen del senyoriu de Salas,(senyoriu que posseïa aquesta família), i compren terres i molins a la zona.

### Seglexixfins ara

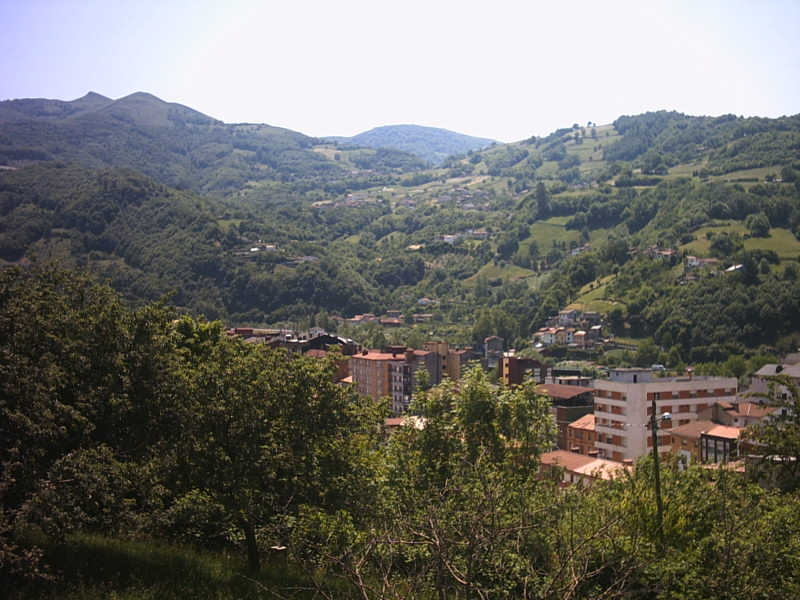
Vista de Blimea

Durant la guerra de la Independència espanyola de començaments del segle xix, les tropes franceses cremen i destruïxen la casa de la família García Bernaldo, com represàlia a la mort d'un dels seus soldats. Poc després del pronunciament de Riego el 1820, a l'empara de les disposicions relatives a municipis contingudes en la Constitució de Cadis de 1812, els pobles de San Martín demanen i obtenen del govern espanyol la independència del conceyu de Llangréu, i es constitueixen en Ajuntament. Tot i això, la reacció absolutista del 1823 el reintegra novament al municipi on sempre havia estat fins que, gràcies al suport de les tropes liberals a la reina Isabel II, esdevé conceyu independent, amb capital a la localitat de Sotrondio, Samartín del Rei Aurelio.
Encara que la zona de Mieres i Llangréu va ser seu de partides carlines, la zona de San Martín es va mantenir relativament en calma. El segle xx va estar marcat per la proclamació de la república i la guerra civil espanyola, que va assolar el territori i que va fer que el conceyu passés per moments difícils, que a poc a poc van anar passant. Gràcies a la producció minera el conceyu es va convertir en un dels més poblats d'Astúries. Durant la revolució d'Astúries van assaltar les casernes de la Guàrdia Civil, però després no hi va haver lluita, perquè la rendició dels revolucionaris es va produir abans de l'arribada de les tropes del govern de Madrid. Durant la guerra civil, quan la resistència organitzada al port de Tarna va cessar, tampoc no hi va haver cap acció bèl·lica en aquest territori. El febrer del 2008 es va aprovar la toponímia tradicional.

## Geografia
El municipi s'estructura entorn d'una sèrie de valls i cordals, les aigües de les quals aboquen al riu Nalón, que travessa el conceyu per la banda central amb una orientació sud-est-nord-oest. L'altitud mitjana del conceyu a les zones planes és de 340 metres, en contraposició als mil metres de les serralades que serveixen de límits. Aquest conjunt, partint de La Camperona i en el sentit de les busques del rellotge, és el següent: del cordal de Bimenes que s'estén des del pic La Coroña, situat a La Camperona, fins al pic El Rasu, al costat de La Casella.
Les aigües que s'aboquen en aquest cordal, separen aquest conceyu del de Bimenes. Després tenim la Costa La Faya que comprèn des del pic El Rasu fins a la penya Corvera, damunt del Nalón. La línia d'aquest cordal fa de límit amb Llaviana, al nord del riu Nalón. Continuem amb la serralada de San Mamés, que va des dels voltants de Sienra fins al pic Tresconceyos, que es diu així perquè separa els conceyos de Llaviana, Mieres i Samartín del Rei Aurelio, i és la continuació cap al sud de la Costa la Faya, i és també límitrofe amb Llaviana. El cordal següent és el d'Urbiés, que comença en el pic Tresconceyos i acaba al pic Las Cruces, on coincideixen els termes de Mieres, Llangréu i Samartín del Rei Aurelio.
El límit amb Llangréu el forma el riu Villar. Finalment trobem el cordal de Bimenes, que enllaça amb el Bimenes al pic La Coroña. Aquests cordals formen estretes valls on s'assenten els principals nuclis de població. Les més importants són la vall de Sant Mamés, la vall de La Cerezal, la vall de La Hivernal i la vall de Bédavo, al sud del riu Nalón. I les valls de San Vicente, Lantero, La Magdalena, L'Encarnada, L'Agüeria de Blimea, L'Agüeria de Carrocera pel nord.

## Parròquies
El conceyu de Samartín del Rei Aurelio està dividit en 5 parròquies rurals:
- Blimea
- Cocañín
- San Andrés de Llinares
- Samartín
- Santa Bárbola

## Evolució demogràfica
La població de San Martín del Rei Aurelio creix al tombant del segle xix al xx perquè l'activitat econòmica augmentava i l'economia agrària es transforma en minera. Aquesta tendència s'inverteix en aquests últims anys, sobretot per la crisi de la mineria. D'aquesta manera observem com el 1837 la població del conceyu és de 2.155 persones, que es manté constant fins al 1850, any en què s'esdevé un augment significatiu. La població població es duplica gràcies a l'activitat minera. A mesura que avança el segle la població manté el creixement i és més apressant en l'últim decenni del segle (a causa de l'augment de la producció de carbó d'aquesta dècada) i en el primer del segle xx.

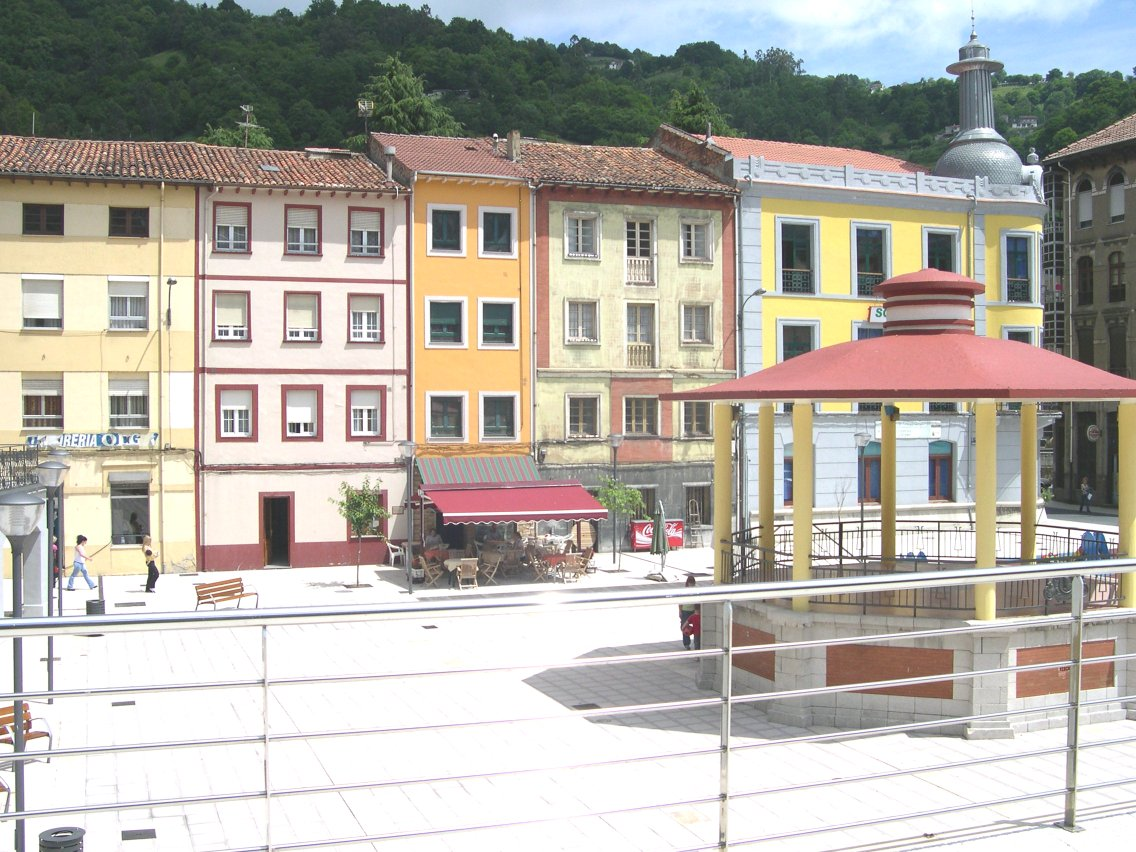
Plaça a la vila de Sotrondio

Aquesta tendència es va aturar de cop durant l'època de Miguel Primo de Rivera i la república, i va tornar a tenir una disposició a l'alça quan va acabar la guerra civil espanyola, que és quan hi va haver la més gran concentració de persones en el conceyu: 28.000 a la dècada dels seixanta. A partir d'aquest moment la població comença a minvar, a causa d'una esglaonada reducció de l'activitat minera, de les successives crisis econòmiques i també d'una concepció més moderna de la família, que va començar a planificar l'hora de tenir fills. Avui dia la majoria de la població és al fons de les valls, i Sotrondio, Blimea i L'Entregu tenen el més gran nombre d'habitants.

## Economia
Pel que fa a l'activitat econòmica del conceyu cal dir que, a poc a poc, el sector terciari ha anat guanyant terreny sobre els altres dos, especialment del secundari, que havia estat el que més ocupacions generava durant bona part del segle passat. El sector primari representa només un 3,1% de les ocupacions, i és l'activitat ramadera la més abundant. La majoria de les explotacions treballen amb bestiar boví i tenen una orientació mixta: càrnia i làctia.
El sector secundari de la indústria ha sofert una greu reculada durant aquests últims anys, sobretot per culpa de la baixada de la producció als pous miners. Això ha fet que augmenti el nombre de prejubilacions i la pèrdua progressiva de llocs de treball. Avui dia genera un 37,89% de l'ocupació municipal. Tanmateix, la indústria extractiva segueix sent la que dona feina a més gent, i la segueix a gran distància la construcció.
Finalment (i com nota més positiva) parlarem del sector terciari, que és l'únic que va augmentant aquests últims anys, a conseqüència que se fa servir menys mà d'obra a la mineria. En l'actualitat els serveis ocupen un total del 59,01% de l'ocupació, i es distribueixen majoritàriament en el comerç. Als tres grans nuclis de població és on hi ha la concentració més gran.

## Política
Al conceyu de Samartín del Rei Aurelio, des del 1979, l'únic partit que ha governat ha estat el PSOE (vegeu llista d'alcaldes de Samartín del Rei Aurelio). L'actual alcalde és el socialista Ignacio Fernández.
|      | PSOE | PP | IU-BA | Altres | Total |
| ---- | ---- | -- | ----- | ------ | ----- |
| 2003 | 11   | 6  | 4     | 0      | 21    |
| 2007 | 9    | 5  | 3     | 0      | 17    |

## Persones il·lustres
- Ángela Luzdivina García Fernández, lluitadora antifranquista.